# Кралска поръчка
Кралска поръчка (на английски Royal Assassin ) от 1996 е вторият роман на Робин Хоб от първата трилогия за Фицрицарин, придворният убиец

## Кратък сюжет
След като оцелява в първата част Фицрицарин се усъмнява в морала на своя крал и дядо – Умен Пророка. Той става човек на чичо си, принц Искрен. Искрен обаче си има проблеми – алените пирати започват в инванзия, и превръщат всички жертви в Претопени. Корабите на Искрен, създадени с толкова труд не са способни да ги спрат. Постепенно става ясно, че Славен – малкият брат на Искрен - в отчаян ход да заграби властта се е съюзил с пиратите. Между двамата братя назрява вражда, а Умен затъва в старческо слабоумие. През това време Фицрицарин се обвързва чрез Осезанието с ново животно – малкото вълче Нощни очи. В отчаян опит да спаси страната Искрен Пророка отива в планините, подкрепен от малък отряд – с цел на да намери Праотците и да потърси помощ от тях. Той оставя Фиц, да се грижи за жена му Кетрикен. Но в отсъствието на Искрен нещата се объркват и взимат рязък обрат...